# Vera andrron detin
Vera Andrron Detin, comercialitzada internacionalment com a Vera Dreams of the Sea, és una pel·lícula dramàtica del 2021 dirigida per Kaltrina Krasniqi, al seu debut al llargmetratge.
Una coproducció entre Kosovo, Albània i Macedònia del Nord, la pel·lícula es va estrenar a la 78a edició del Festival Internacional de Cinema de Venècia, a la secció Orizzonti.

## Argument
La vida de Vera, una dona de mitjana edat que es dedica a fer d'intèrpret de llengua de signes en una emissora de televisió local, es veu trasbalsada pel suïcidi del seu marit, un jutge pensionista. Per si no fos poc, un familiar reclama la propietat d'una casa al camp en base a la promesa del seu marit de la que ella no en sap res. Preocupada pel futur de la seva filla Sara, mare soltera i actriu, s'ha d'enfrontar al patriarcat masclista del seu poble i a la corrupció política local.

## Repartiment
- Teuta Ajdini com a Vera
- Alketa Sylaj com a Sara
- Refet Abazi com Basriu
- Astrit Kabashi com a Ahmeti
- Ilire Vinca Celaj com Fatimja

## Reconeixements
Va rebre el premi a la millor pel·lícula al 34è Festival Internacional de Cinema de Tòquio i va guanyar el Premi Ingmar Bergman al Festival de Cinema de Göteborg.

## Recepció
Al lloc web de l'agregador de ressenyes Rotten Tomatoes, el 100% de les crítiques de 5 crítiques són positives, amb una valoració mitjana de 7,00/10
La majoria de crítiques són positives. Vladan Petkovic per Cineuropa  va dir que "Aconsegueix encaixar els seus elements diversos en una història captivadora i dramàtica i el resultat acumulatiu és molt més gran que la suma de les seves parts". Wendy Ide de Screen Daily va dir que "No tot en ella funciona (...) Però (...) el seu missatge final és potent".